# Red en Defensa de los Derechos Digitales
La Red en Defensa de los Derechos Digitales (R3D) es una ONG mexicana que promueve, a través de acciones legales y de divulgación, los derechos en el entorno digital.
Según la organización, se orientan principalmente sobre derechos como “la libertad de expresión, la privacidad, el acceso al conocimiento y la cultura libre”.

## Historia
Según lo indica su propio sitio, R3D comenzó a funcionar en 2013, como consecuencia de la discusión de Código Nacional de Procedimientos Penales (CNPP). El mismo prevía la intervención de comunicaciones privadas, la geolocalización y la recolección y acceso a datos retenidos, sin incluir ninguna protección o limitación.

### Financiamiento
Según la gráfica de transparencia que publica en su sitio web, tiene el siguiente financiamiento:

| Porcentaje | Entidad                  | Tipo |
| ---------- | ------------------------ | --- |
| 24.81%     | Otras organizaciones     | Desconocido |
| 21.38%     | Open Society Foundations | Red de fundaciones de financiamiento de lucha por derechos.                                                                                                |
| 16.23%     | Privacy International    | ONG que busca prevenir la invasión de la privacidad de parte de gobiernos y corporaciones.                                                                 |
| 14.91%     | Fundación Ford           | Fundación creada para financiar programas que promuevan la democracia, reduzcan la pobreza, promuevan la cooperación internacional y el desarrollo humano. |
| 13.18%     | Internews                | ONG internacional que promueve el acceso a información confiable y de calidad.                                                                             |
| 7.60%      | Google                   | Multinacional informática que brinda principalmente servicios de búsqueda de información.                                                                  |
| 1.88%      | Individuos               | Individuos |